# Otis, Kansas
Otis är en ort i Rush County i Kansas. Vid 2010 års folkräkning hade Otis 282 invånare.